# Васильевский (Новосибирская область)
Васильевский — посёлок в Чулымском районе Новосибирской области. Входит в состав Куликовского сельсовета.

## География
Площадь посёлка — 33 га.

## Население
| 2002 | 2007 | 2010 |
| ---- | ---- | ---- |
| 123  | ↘119 | ↘108 |

## Инфраструктура
В посёлке по данным на 2007 год функционирует 1 учреждение здравоохранения.
До 1997 года в непосредственной близости с поселком проходила ныне несуществующая однопутная железнодорожная ветка "ст. Кокошино - ст. Пихтовка", по которой осуществлялись регулярные грузопассажирские перевозки. В нескольких километрах от поселка имелась ж/д остановочная платформа "о.п. 23 км".